# Jan Zieliński
Jan Zieliński (* 16. listopadu 1996 Varšava) je polský profesionální tenista, deblový specialista. Na grandslamu zvítězil na Australian Open 2024 a ve Wimbledonu po boku Tchwajwanky Sie Šu-wej ve smíšené čtyřhře. Zahrál si rovněž s Monačanem Hugem Nysem finále čtyřhry Australian Open 2023, v němž podlehli Jasonu Kublerovi a Rinkymu Hijikatovi. Ve své dosavadní kariéře na okruhu ATP Tour vyhrál pět deblových turnajů včetně Mastersu Internazionali BNL d'Italia 2023. Na challengerech ATP a okruhu ITF získal devatenáct titulů ve čtyřhře.
Na žebříčku ATP byl ve dvouhře nejvýše klasifikován v září 2021 na 769. místě a ve čtyřhře v červnu 2023 na 7. místě. Trénuje ho Mariusz Fyrstenberg.
V polském daviscupovém týmu debutoval v roce 2020 kališskou baráží 2. světové skupiny proti Hongkongu, v níž vyhrál se Szymonem Walkówem čtyřhru. Poláci postoupili do 2. světové skupiny po výhře 4:0 na zápasy. V ní opět zvládl deblové utkání po boku Łukasze Kubota proti salvadorskému páru. Do září 2025 v soutěži nastoupil k devíti mezistátním utkáním s bilancí 0–1 ve dvouhře a 6–3 ve čtyřhře.

## Tenisová kariéra
V roce 2014 ovládl juniorské mistrovství Polska v kategorii osmnáctiletých. Na juniorském kombinovaném žebříčku ITF figuroval nejvýše v březnu 2014 na 25. příčce. V letech 2016–2019 vystudoval bakalářský obor sportovní management na Georgijské univerzitě v Athens, za níž hrál univerzitní tenis. Ve druhém ročníku odešel s Robertem Loebem poražen z finále čtyřhry národního šampionátu NCAA 2017. Do boje o titul postoupili jako šestý pár v historii univerzity, a první od roku 2005.
Na okruhu ATP Tour debutoval červencovou čtyřhrou Swiss Open Gstaad 2021. S krajanem Szymonem Walkówem postoupili až do finále, v němž podlehli Švýcarům Marcu-Andreovi Hüslerovi a Dominicu Strickerovi startujícím na divokou kartu. Na příjmu získali jen jedinou z 35 výměn. Z druhé turnajové účasti, zářijového Moselle Open 2021 v Metách, si již odvezl deblový titul. Po semifinálové výhře nad nejvýše nasazenými Kontinenem s McLachlanem, zdolali ve finále s krajanem Hubertem Hurkaczem monacko-francouzskou dvojici Hugo Nys a Arthur Rinderknech po dvousetovém průběhu. Na cestě za titulem neztratili žádný set. Jednalo se o jejich premiérovou společnou účast.
Do čtyř čtyřher nastoupil v lednové soutěži reprezentačních týmů, ATP Cupu 2022. Tři z nich s Walkówem vyhrál, z jedné odešel po boku Hurkacze poražen. V semifinále proti Španělsku odehrál první dvouhru na túře ATP. Na dvacátého hráče světa Pabla Carreña Bustu však získal jen tři gamy. Poláci vypadli po prohře 1:2 na zápasy. O necelé dva týdny později debutoval na grandslamu v mužském deblu Australian Open 2022, kde se jeho partnerem stal Kazachstánec Alexandr Bublik. Na úvod však nenašli recept na americko-jihokorejský pár Marcos Giron a Kwon Sun-u. Do třetího kola se probojoval s Nysem na French Open 2022, než jim stopku vystavili Brit Lloyd Glasspool s Finem Harrim Heliövaarou. V sezóně 2022 dohrál jako poražený finalista čtyřhry na marrákešském Grand Prix Hassan II a letním Winston-Salem Open ze série US Open. Do první z nich zasáhl s Italem Andreou Vavassorim a do druhé s Monačanem Hugem Nysem.

## Finále na Grand Slamu

### Mužská čtyřhra: 1 (0–1)
| Stav      | rok  | turnaj          | povrch | spoluhráč | soupeři ve finále           | výsledek      |
| --------- | ---- | --------------- | ------ | --------- | --------------------------- | ------------- |
| Finalista | 2023 | Australian Open | tvrdý  | Hugo Nys  | Rinky Hijikata Jason Kubler | 4–6, 6–7(4–7) |

### Smíšená čtyřhra: 2 (2–0)
| Stav  | rok  | turnaj          | povrch | spoluhráčka | soupeři ve finále                   | výsledek              |
| ----- | ---- | --------------- | ------ | ----------- | ----------------------------------- | --------------------- |
| Vítěz | 2024 | Australian Open | tvrdý  | Sie Šu-wej  | Desirae Krawczyková Neal Skupski    | 6–7(5–7), 6–4, [11–9] |
| Vítěz | 2024 | Wimbledon       | tráva  | Sie Šu-wej  | Giuliana Olmosová Santiago González | 6–4, 6–2              |

## Finále na okruhu ATP Tour

### Čtyřhra: 14 (5–9)
| Legenda                     |
| --------------------------- |
| Grand Slam (0–1)            |
| Turnaj mistrů (0)           |
| ATP Tour Masters 1000 (1–0) |
| ATP Tour 500 (1–3)          |
| ATP Tour 250 (3–5)          |

| Stav      | č. | datum         | turnaj                                | kategorie  | povrch    | spoluhráč        | soupeři ve finále                        | výsledek                    |
| --------- | -- | ------------- | ------------------------------------- | ---------- | --------- | ---------------- | ---------------------------------------- | --------------------------- |
| Finalista | 1. | červenec 2021 | Gstaad, Švýcarsko                     | ATP 250    | antuka    | Szymon Walków    | Marc-Andrea Hüsler Dominic Stricker      | 1–6, 6–7(7–9)               |
| Vítěz     | 1. | září 2021     | Mety, Francie                         | ATP 250    | tvrdý (h) | Hubert Hurkacz   | Hugo Nys Arthur Rinderknech              | 7–5, 6–3                    |
| Finalista | 2. | duben 2022    | Marrákeš, Maroko                      | ATP 250    | antuka    | Andrea Vavassori | Rafael Matos David Vega Hernández        | 1–6, 5–7                    |
| Finalista | 3. | srpen 2022    | Winston-Salem, Spojené státy          | ATP 250    | tvrdý     | Hugo Nys         | Matthew Ebden Jamie Murray               | 4–6, 2–6                    |
| Vítěz     | 2. | září 2022     | Mety, Francie (2)                     | ATP 250    | tvrdý (h) | Hugo Nys         | Lloyd Glasspool Harri Heliövaara         | 7–6(7–5), 6–4               |
| Finalista | 4. | leden 2023    | Australian Open, Melbourne, Austrálie | Grand Slam | tvrdý     | Hugo Nys         | Rinky Hijikata Jason Kubler              | 4–6, 6–7(4–7)               |
| Vítěz     | 3. | květen 2023   | Řím, Itálie                           | ATP 1000   | antuka    | Hugo Nys         | Robin Haase Botic van de Zandschulp      | 7–5, 6–1                    |
| Finalista | 5. | říjen 2023    | Basilej, Švýcarsko                    | ATP 500    | tvrdý (h) | Hugo Nys         | Santiago González Édouard Roger-Vasselin | 7–6(10–8), 6–7(3–7), [1–10] |
| Vítěz     | 4. | listopad 2023 | Mety, Francie (3)                     | ATP 250    | tvrdý (h) | Hugo Nys         | Constantin Frantzen Hendrik Jebens       | 6–4, 6–4                    |
| Vítěz     | 5. | březen 2024   | Acapulco, Mexiko                      | ATP 500    | tvrdý     | Hugo Nys         | Santiago González Neal Skupski           | 6–3, 6–2                    |
| Finalista | 6. | duben 2024    | Barcelona, Španělsko                  | ATP 500    | antuka    | Hugo Nys         | Máximo González Andrés Molteni           | 6–4, 4–6, [9–11]            |
| Finalista | 7. | únor 2025     | Rotterdam, Nizozemsko                 | ATP 500    | tvrdý (h) | Sander Gillé     | Simone Bolelli Andrea Vavassori          | 2–6, 6–4, [6–10]            |
| Finalista | 8. | únor 2025     | Marseille, Francie                    | ATP 250    | tvrdý (h) | Sander Gillé     | Benjamin Bonzi Pierre-Hugues Herbert     | 3–6, 4–6                    |
| Finalista | 9. | červenec 2025 | Båstad, Švédsko                       | ATP 250    | antuka    | Adam Pavlásek    | Guido Andreozzi Sander Arends            | 7–6(7–4), 5–7, [6–10]       |

## Tituly na challengerech ATP
| Legenda                |
| ---------------------- |
| Challengery (0 D; 5 Č) |

### Čtyřhra (5 titulů)
| Č. | datum             | turnaj                       | povrch | spoluhráč     | poražení finalisté                | výsledek         |
| -- | ----------------- | ---------------------------- | ------ | ------------- | --------------------------------- | ---------------- |
| 1. | 26. září 2020     | Sibiu, Rumunsko              | antuka | Hunter Reese  | Robert Galloway Hans Hach Verdugo | 6–4, 6–2         |
| 2. | 17. dubna 2021    | Split, Chorvatsko            | antuka | Szymon Walków | Grégoire Barrère Albano Olivetti  | 6–2, 7–5         |
| 3. | 10. července 2021 | Braunschweig, Německo        | antuka | Szymon Walków | Ivan Sabanov Matej Sabanov        | 6–4, 4–6, [10–4] |
| 4. | 14. srpna 2021    | Meerbusch, Německo           | antuka | Szymon Walków | Dustin Brown Robin Haase          | 6–3, 6–1         |
| 5. | 12. března 2022   | Roseto degli Abruzzi, Itálie | antuka | Hugo Nys      | Roman Jebavý Philipp Oswald       | 7–6, 4–6, [10–3] |